# مسجد الإمام الليث بن سعد
مسجد الإمام الليث ، هو أحد المساجد التي انشئت في عصر الدولة الايوبية في مصر.يتكون الجامع من مستطيل تتقدمه عدة مداخل، تهبط إلى المدخل الأول عدة درجات ، ويلى المدخل الخارجي باب آخر يؤدى إلى طرقة كبيرة بها عمودان رخاميان، ثم يتأتى الباب الثالث الذي جدده السلطان الغورى سنة 911 هـ، وقد ركب على هذا الباب مصراعان من الخشب ذى الزخارف المحفورة حفراً عميقا، نقلا إليه من مسجد الإمام الشافعي ومؤرخ سنة 608 هـ، ويؤدى الباب إلى المسجد المستطيل وينتهى بحائط القبلة حيث يوجد المحراب والمنبر

## عن المسجد
- قامت ببنائه وزارة الأوقاف وذلك في عهد خديوي مصر عباس حلمي الثاني عام 1322 هـ وذلك يظهر من الكتابة الكوفية على المنبر.
- يقع مسجد الإمام الليث بشارع الإمام الليث، بعد وفاته دفن بالمقبرة الصغرى في ضريح الإمام الشافعي، وبعد عام 640 هـ، أقام أبو زيد المصري، كبير التجار القبر واستمر أهل الخير يتبارون في زيادة هذا البناء.
- في عام 780 هـ، جدد قبته سيف الدين المقدم، ثم جدد مرة ثانية في أيام الناصر فرج ابن برقوق، وجدد بعد ذلك عدة مرات، ومعظم مباني المسجد اليوم في محرابه.
- كان ملوك مصر يقصدون قبر الإمامين: الليث والشافعي للزيارة والتبرك، خاصة السلطان قايتباي والسلطان الغوري.